# سید محمد میرمحمدصادقی
سید محمد میرمحمدصادقی وزیر کار و امور اجتماعی در دولت‌های محمدعلی رجایی و محمدجواد باهنر و دولت موقت محمدرضا مهدوی کنی بود. میرمحمدصادقی در دولت میرحسین موسوی، به‌عنوان معاون امور شیلات و آبزیان وزیر کشاورزی و عمران روستایی منصوب شد.
وی از اعضای حزب ملل اسلامی بود که در سال ۱۳۴۴ اغلب اعضای آن شناسایی و دستگیر شدند.
وی در سال ۱۳۶۵ خورشیدی، بنیاد رشد را در قالب یک مؤسسه عام‌المنفعه تأسیس کرد. وی در سال ۱۳۹۱ خورشیدی، موقوفه رشرا به ثبت رساند.